# Гетероауксин
Гетероауксин (β-індолилоцтова кислота) — речовина групи ауксинів, фітогормон, стимулятор росту рослин. Належить до речовин високої фізіологічної активності, що утворюється в рослинах і впливає на ростові процеси (у т. ч. на гормон росту); один з найбільш широко поширених ауксинів.
Вперше виділений у 1934 році з культури пліснявих грибів та інших мікроорганізмів голландським хіміком Ф. Кеглем разом із співробітниками; пізніше виявлений і у вищих рослин; утворюється з амінокислоти триптофану в листках, а потім переміщається у зростаючі стебла та коріння рослин, де окислюється і переходить у діяльний стан.
Гетероауксин можна отримати синтетично шляхом взаємодії індолу та гліколевої кислоти в присутності лугу під дією високої температури.

Також його можна отримати гідролізом індол-3-ацетонітрилу (який, у свою чергу, можна отримати взаємодією граміну з ціанідами лужних металів), реакцією синтезу індолів по Фішеру, реакцією індолу з діазооцтовим ефіром, окисленням індол-3-піровиноградної кислоти та іншими методами.
Порівняльна простота його синтезу сприяла вивченню дії гетероауксину на рослинний організм, а також застосуванню у рослинництві, наприклад, для прискорення утворення коренів при розмноженні рослин живцями (часто використовують у поєднанні з вітамінами С і групи В). В залежності від виду та ступеня одревесіння рослини, що черенкується, дози гетероауксину коливаються від 50 до 200 мг/л.
Фізіологічна роль гетероауксину у рослинах настільки різноманітна, що й донині не з'ясована у всіх деталях.
Крім стимуляції розтягування клітин рослин, гетероауксин впливає також на інші процеси. Під його дією інтенсифікується поділ клітин. Відомо, що процес опадання листя контролюється гетероауксином: перед опаданням його приплив з листя до черешків сильно скорочується. Обробка черешка гетероауксином запобігає опадінню. Особливо складними здаються механізми регуляції гетероауксином процесів цвітіння та плодоношення. Він впливає на стать утворюваної квітки, на ріст і формування пилкової трубки. Встановлено також, що ріст плодів стимулюється гетероауксином, що утворюється в насінні і надходить звідти у тканину плоду. Якщо насіння видалити, зростання плоду припиняється, однак він знову відновиться після того, як плодова тканина почне отримувати гетероауксин штучним шляхом.
Деякі ефекти гіберелінів опосередковані через стимуляцію ними утворення гетероауксину.
Сучасні уявлення про організацію рецепторних систем гетероауксину, характер ініційованих його взаємодією з цими рецепторами процесів у рослинній клітині — досить обмежені.
Гетероауксин у малих концентраціях стимулює ріст рослин, а у великих — виявляється його інгібітором.